# Valenti (singel)
„Valenti” – siódmy japoński singel BoA, wydany 28 sierpnia 2002 roku przez Avex Trax. Singel promował album o tym samym tytule. Osiągnął 2 pozycję w rankingu Oricon Singles Chart i pozostał na liście przez 26 tygodni, sprzedał się w nakładzie 201 810 egzemplarzy i zdobył status złotej płyty.
Koreańska wersja utworu ukazała się 24 września 2002 roku na albumie Miracle.
Singel wchodził również w skład gier z serii Pump It Up od części Exceed do NX.

## Lista utworów
| Nr | Tytuł                       | Słowa                 | Kompozycja    | Aranżacja     | Czas |
| -- | --------------------------- | --------------------- | ------------- | ------------- | ---- |
| 1. | „Valenti”                   | Chinfa Kan            | Kazuhiro Hara | Kazuhiro Hara | 4:19 |
| 2. | „Realize (stay with me)”    | BoA, Natsumi Watanabe | BoA           | BoA           | 4:17 |
| 3. | „Valenti” (English Version) | Emi K. Lynn           | Kazuhiro Hara | Kazuhiro Hara | 4:18 |
| 4. | „Valenti” (Instrumental)    |                       | Kazuhiro Hara | Kazuhiro Hara | 4:19 |